# بان زرکه
بان زرکه، روستایی از توابع بخش ماژین شهرستان دره‌شهر در استان ایلام ایران است.

## جمعیت
این روستا در دهستان کولکنی قرار دارد و براساس سرشماری مرکز آمار ایران در سال ۱۳۸۵، جمعیت آن ۱۸۰ نفر (۳۵خانوار) بوده‌است.